# Bugaboos
Die Bugaboos (englisch plural für Butzemann) sind eine Gebirgsgruppe in den Purcell Mountains in British Columbia, Kanada. Die Granitgipfel der Gruppe sind beliebte Ausflugsziele für Bergsteiger. Die Bugaboos werden vom Bugaboo Provincial Park umgeben.

## Geographie
Die Bugaboos befinden sich am nordwestlichen Ende der Purcell Mountains, die wiederum Teil der Columbia Mountains sind. Sie liegen im südöstlichen Teil British Columbias, die nächstgelegenen Ortschaften sind Radium Hot Springs und Golden. Die Bugaboos werden üblicherweise in vier Teile unterteilt: die Bugaboo Glacier Peaks (Gletschergipfel) sowie die östlichen, zentralen und westlichen Gipfel. Die nahegelegenen Gebirgsgruppen der Vowell- und Conrad-Gruppe werden meist nicht dazugezählt.

## Geologie
Durch die Lage im schnee- und regenreichen Columbia Wet Belt ist dieser Teil der Purcell Mountains starker Erosion und großen, aktiven Gletschern ausgesetzt. Ursprünglich waren die Bugaboos von lockererem Gestein bedeckt. Die Erosion sorgte jedoch dafür, dass schließlich die Batholithen aus Granodiorit hervortraten, die die bekannten Berggipfel der Gebirgsgruppe darstellen. Das sie umgebende Gestein ist zwischen 600 Millionen und einer Milliarde Jahre alt, während die Intrusion der Bugaboos vor etwa 135 Millionen Jahren begann, die schließlich zur Bildung des heute harten Granitgesteins führte.

## Geschichte

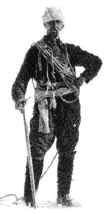
Conrad Kain

Ursprünglich als „Nunatuks“ bezeichnet, wurden die Bugaboos erstmals von einer Erkundungsexpedition in den späten 1880ern erwähnt. Der Bergbau lockte die ersten europäischen Siedler in diese Region, in der zwischen 1895 und 1896 ein glückloser Goldrausch in der Nähe von Bugaboo Falls einsetzte. Das Gebiet wurde nach Bodenschätzen abgesucht und es wurden Claims abgesteckt, es konnten jedoch meist nur Ablagerungen von Pyrit und Galenit gefunden werden. Der Name „Bugaboo“ stammte aus diesem Goldrausch, da Goldsucher damit ressourcenarme Gebiete als Sackgasse bezeichneten.
Kurz nach dem Goldrausch begannen sich Bergsteiger für die massiven Granitgipfel zu interessieren. Eine Expedition erreichte 1910 unter Führung von Thomas Longstaff und dem Vermesser Arthur Oliver Wheeler die Bugaboos. Geführt wurden sie vom österreichischen Bergsteiger Konrad Kain, der sechs Jahre später in das Gebiet zurückkehrte und zahlreiche Kletterrouten festlegte. Kain bezeichnete seine Route auf den Bugaboo Spire als seine schwierigste Route in den kanadischen Rocky Mountains, die auch seine gefeierte Route auf Mount Robson in den Schatten stellte. Zusammen mit Albert und Bess McCarthy sowie anderen führte Kain Erstbesteigungen am North Howser Spire, Marmolata Spire und Crescent Spire durch.
Abholzungen im Gebiet rund um die Bugaboos führte dazu, dass in den 1950ern und 1960ern Straßen in das Gebiet gebaut wurden. Dies führte zu einem neuen Zulauf an Bergsteigern, darunter Fred Beckey und Yvon Chouinard, die auf einigen Gipfel neue Routen etablierten. Die wachsende Beliebtheit der Bugaboos veranlasste die Regierung von British Columbia 1969 dazu, den Bugaboo Glacier Provincial Park und die „Bugaboo Alpine Recreation Area“ zu errichten. Der Alpine Club of Canada errichtete 1972 eine große Hütte unterhalb des Gletschers, um Umweltschäden auf den Almen unterhalb der Gipfel einzudämmen.

## Die Bugaboos als Kletter- und Wandergebiet
In den Bugaboos befinden sich zahlreiche bekannte Kletterrouten. Beckey-Chouinard (South Howser Spire), West Ridge (Pigeon Spire), Northeast Ridge (Bugaboo Spire), Snowpatch und Surf's Up (Snowpatch Spire) locken zahlreiche bekannte Bergsteiger an. Es gibt sowohl Routen für freies Klettern als auch für technisches Klettern.
Bergsteiger und Wanderer nützen oft die Conrad Kain Hütte, die bis zu 40 Personen beherbergen kann und vom Alpine Club of Canada betrieben wird. Sie befindet sich in der Nähe des Snowpatch Spire und ersetzte die ursprünglichen Iglus aus glasfaserverstärktem Kunststoff, die von BC Parks dort platziert wurden. The Bugaboo Lodge wurde 1967 errichtet und befindet sich am östlichen Ende des Parks und richtet sich mehr an Heliskier und andere Helikopter-bezogene Freizeitaktivitäten. Im Winter ist die Berggruppe auch ein beliebtes Ziel für Skibergsteiger.

## Gipfel
- Howser Spire (3412 m – nördlicher Gipfel)
- Bugaboo Spire (3204 m)
- Pigeon Spire (3156 m)
- Snowpatch Spire (3084 m)
- Marmolata Spire (3019 m)
- Brenta Spire (2958 m)
- Crescent Spire (2842 m)
- Crescent Towers (2830 m)
- Hound’s Tooth (2830 m)

## Galerie

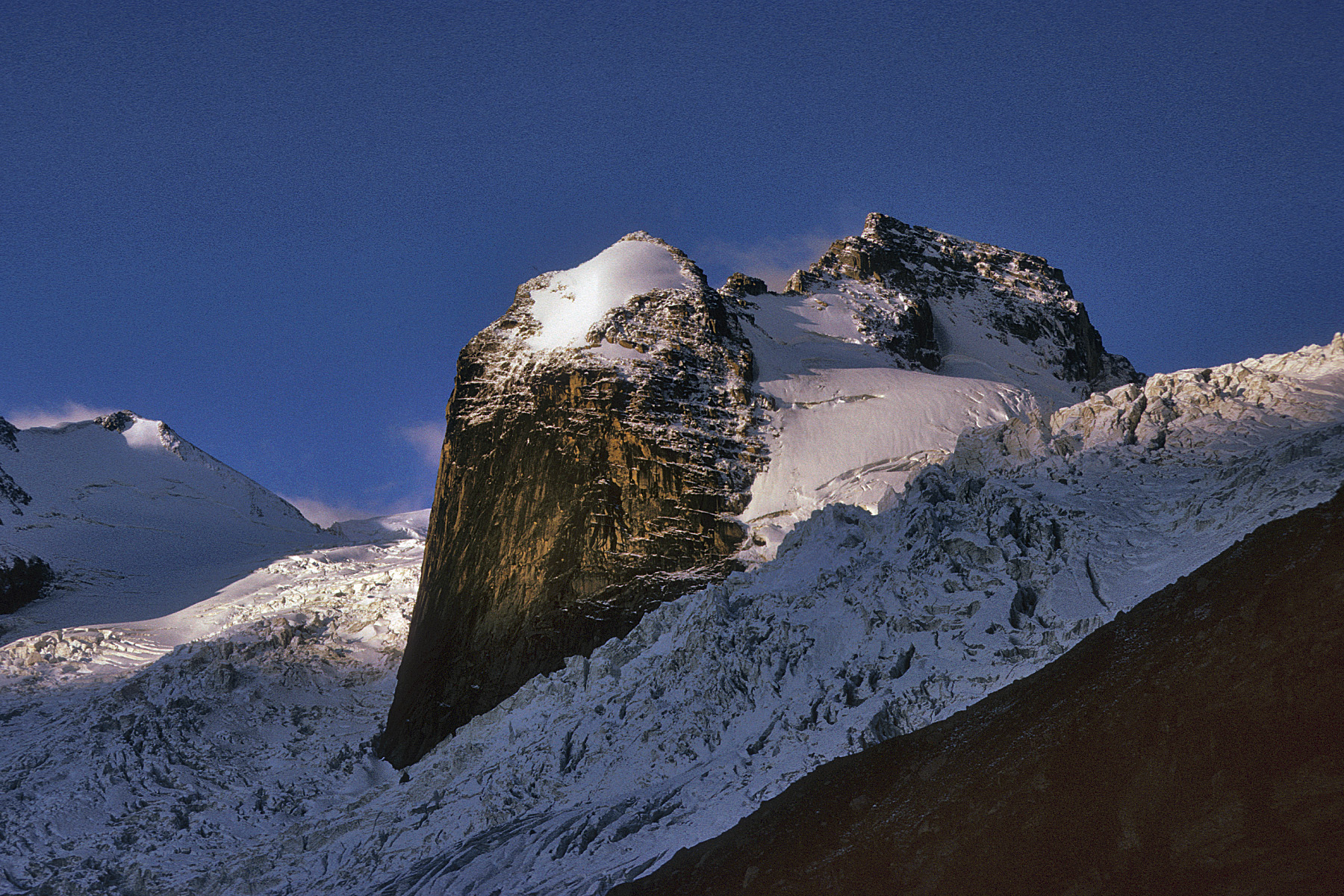
Marmolata Spire und Hound’s Tooth
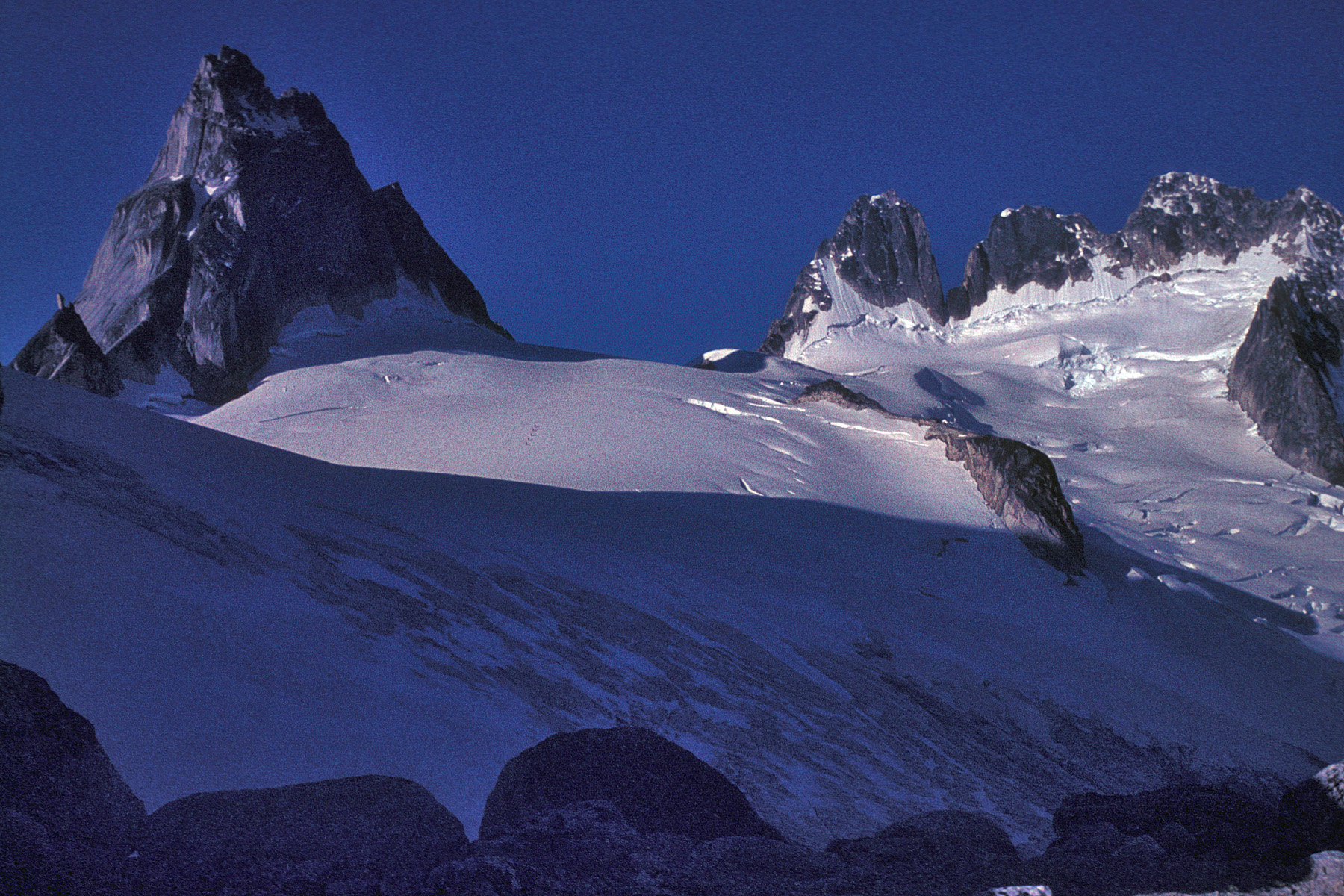
Pigeon Spire und Howser Spires
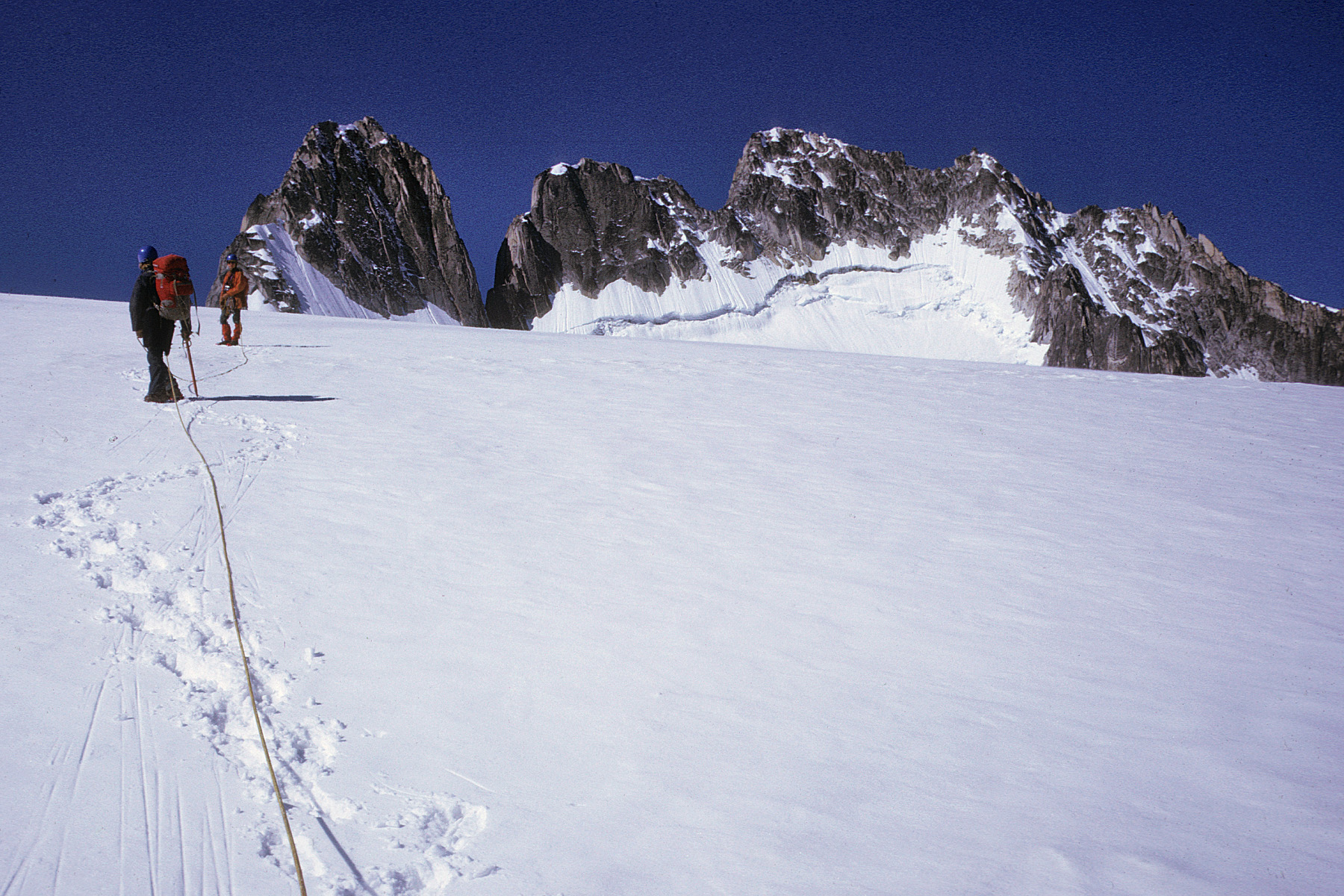
Howser Spires vom Gletscher aus gesehen
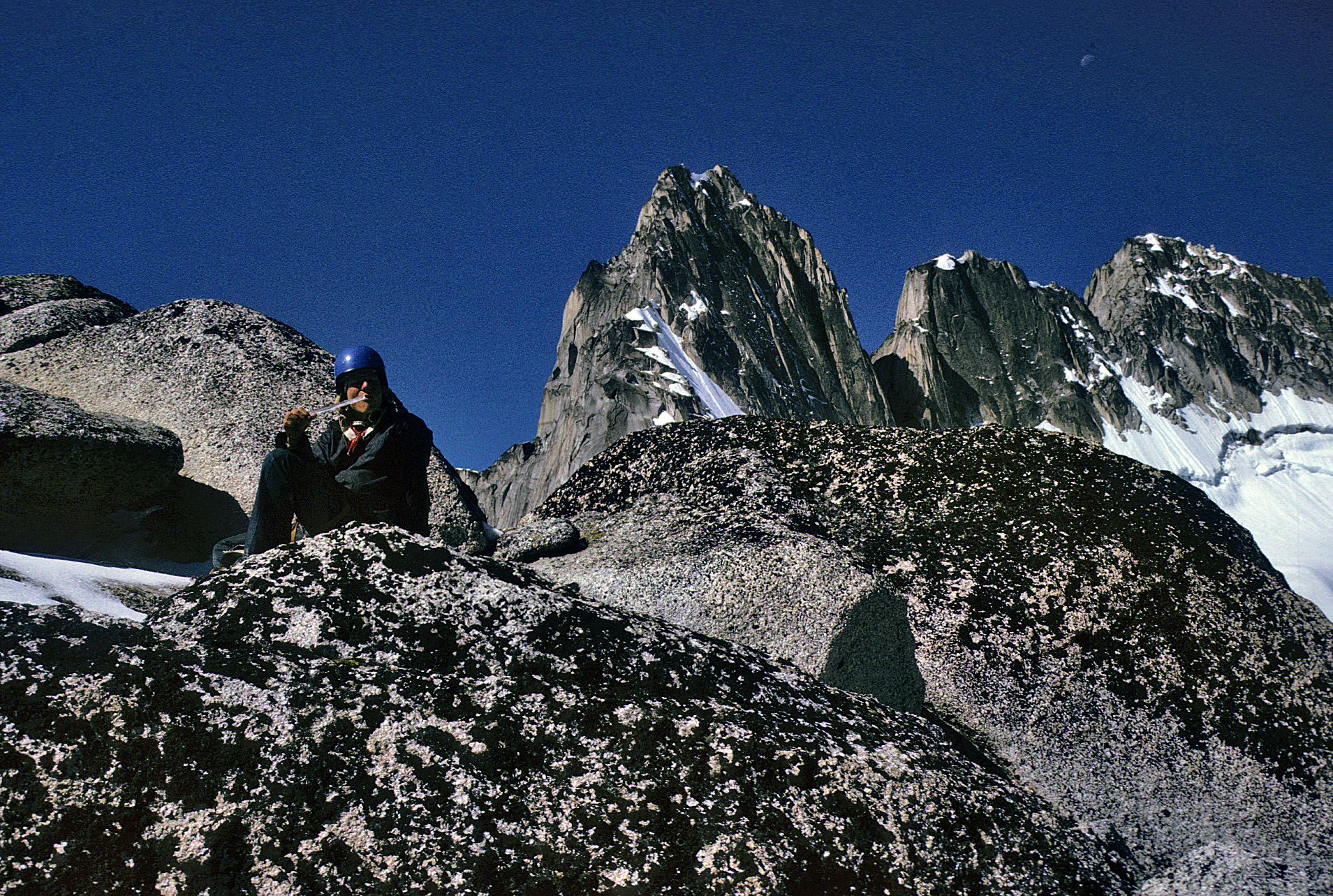
Gipfel des Pigeon Spire
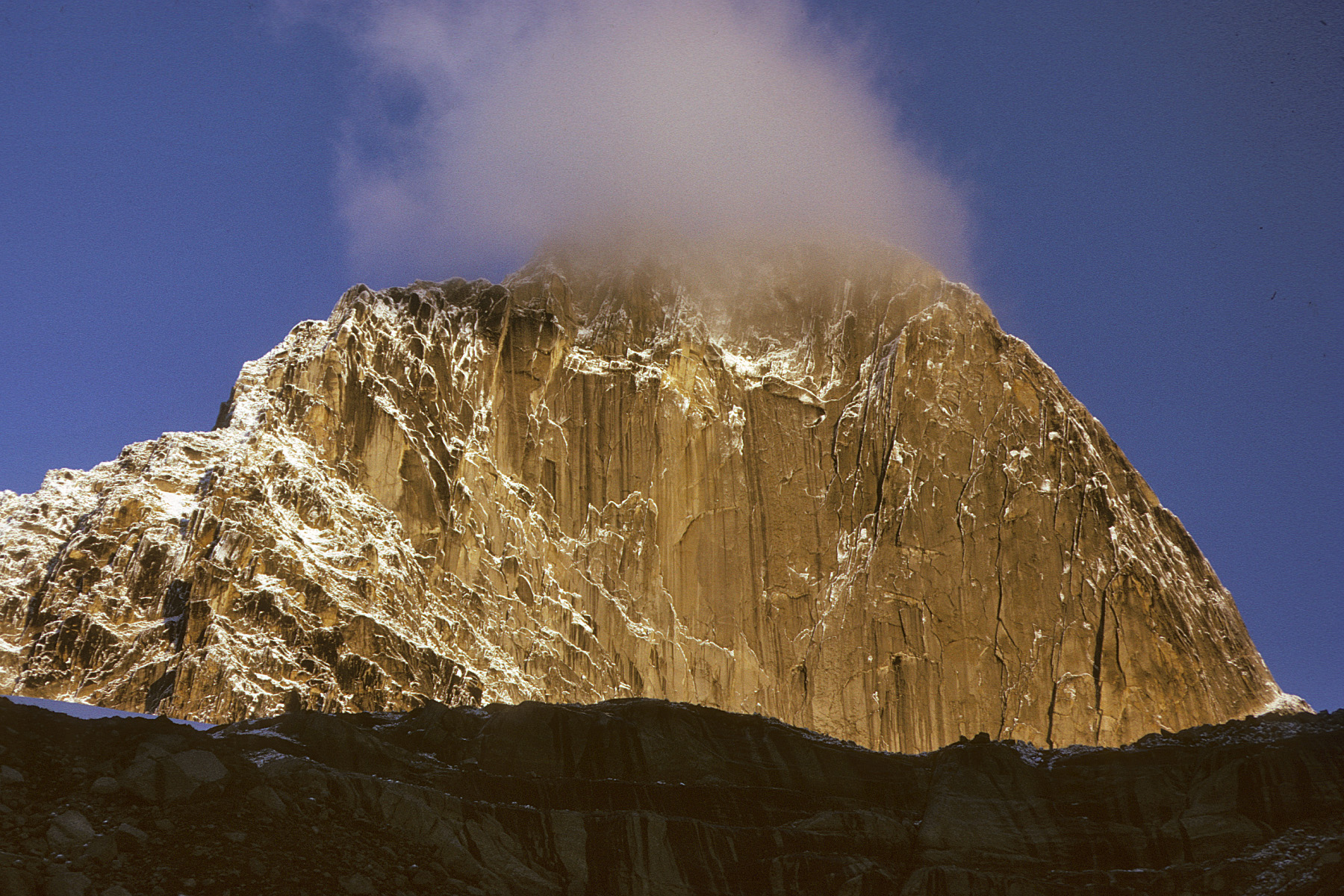
Bugaboo Spire bei Sonnenaufgang
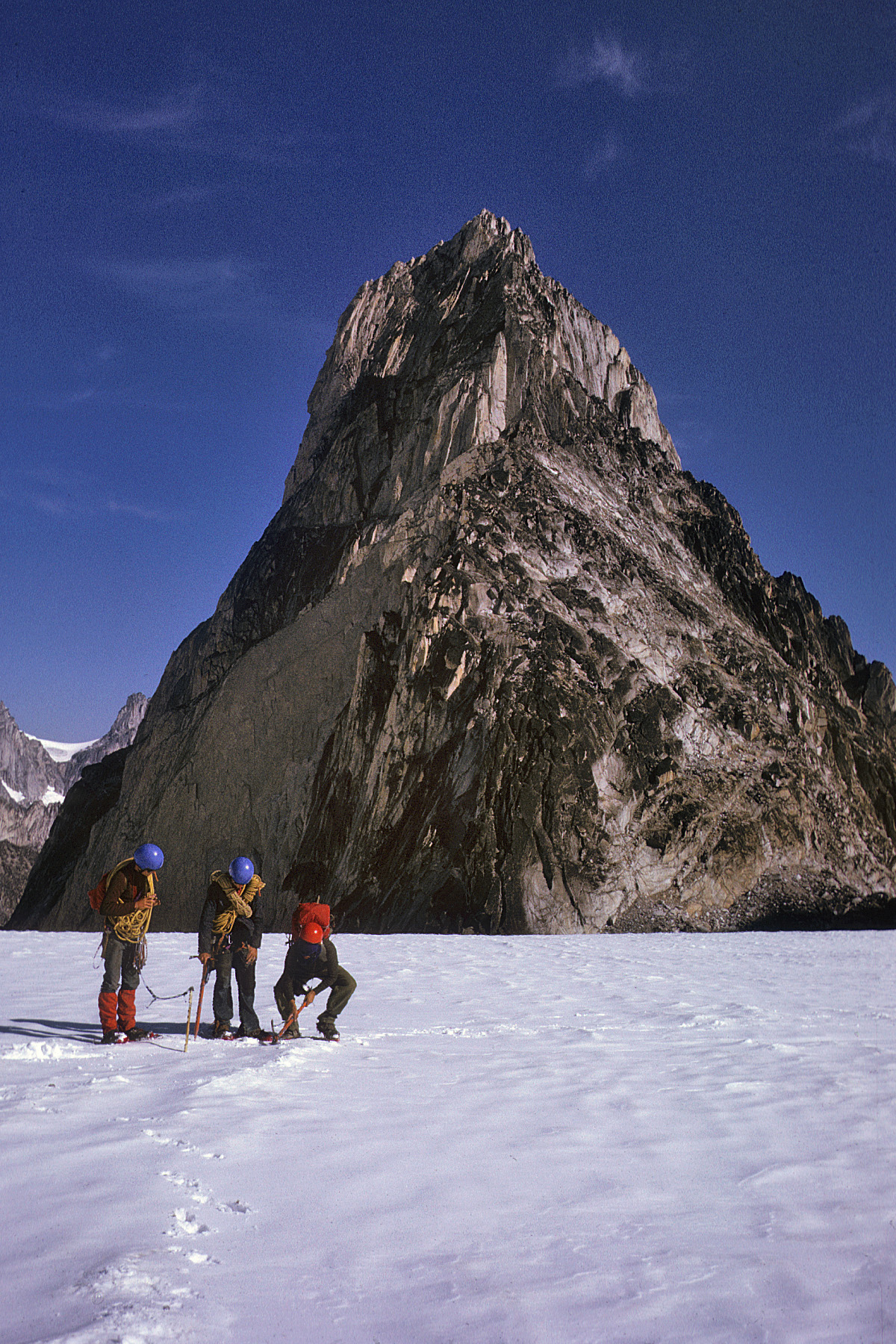
Bergsteiger unterhalb des Bugaboo Spire
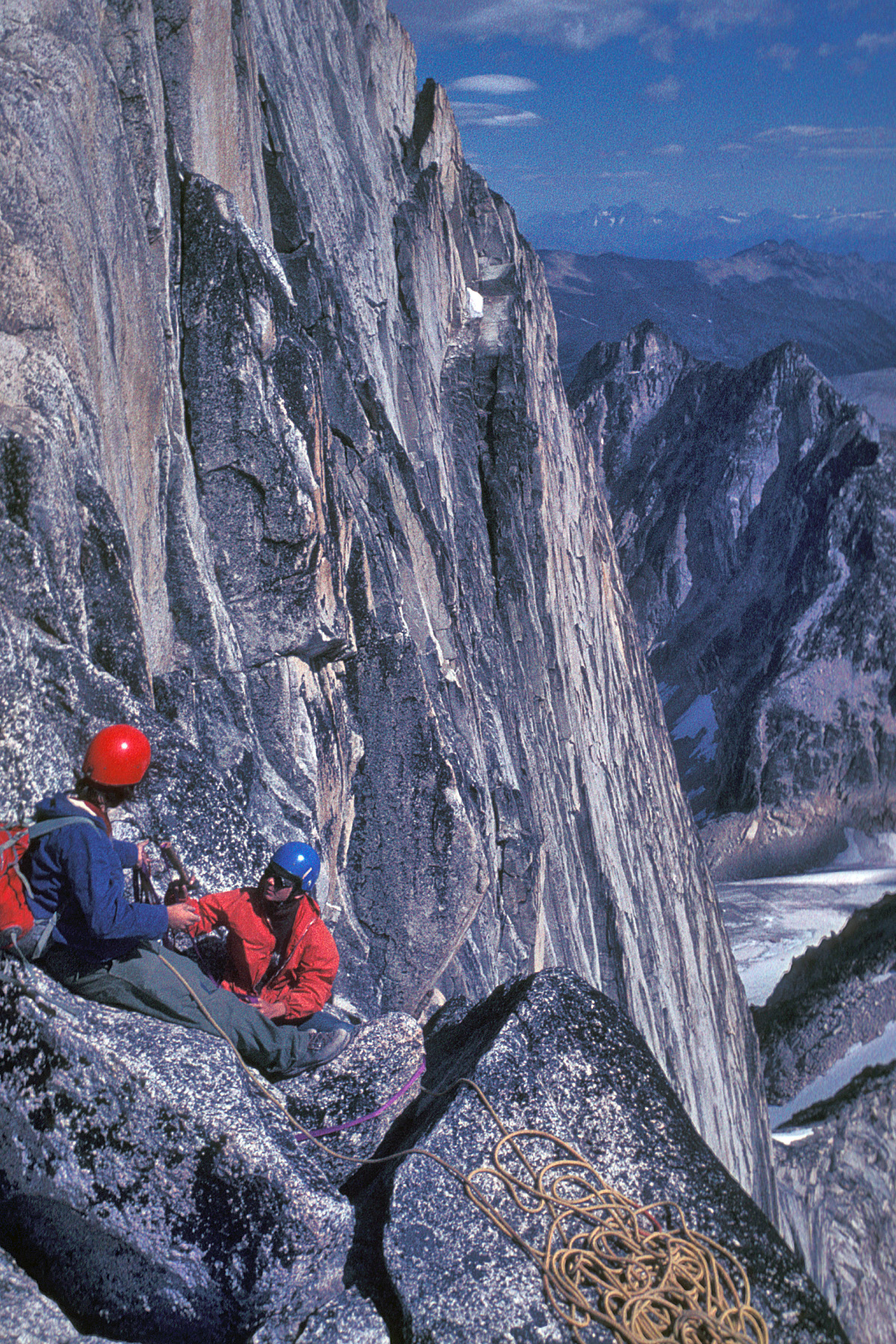
Rastende Bergsteiger auf dem Bugaboo Spire
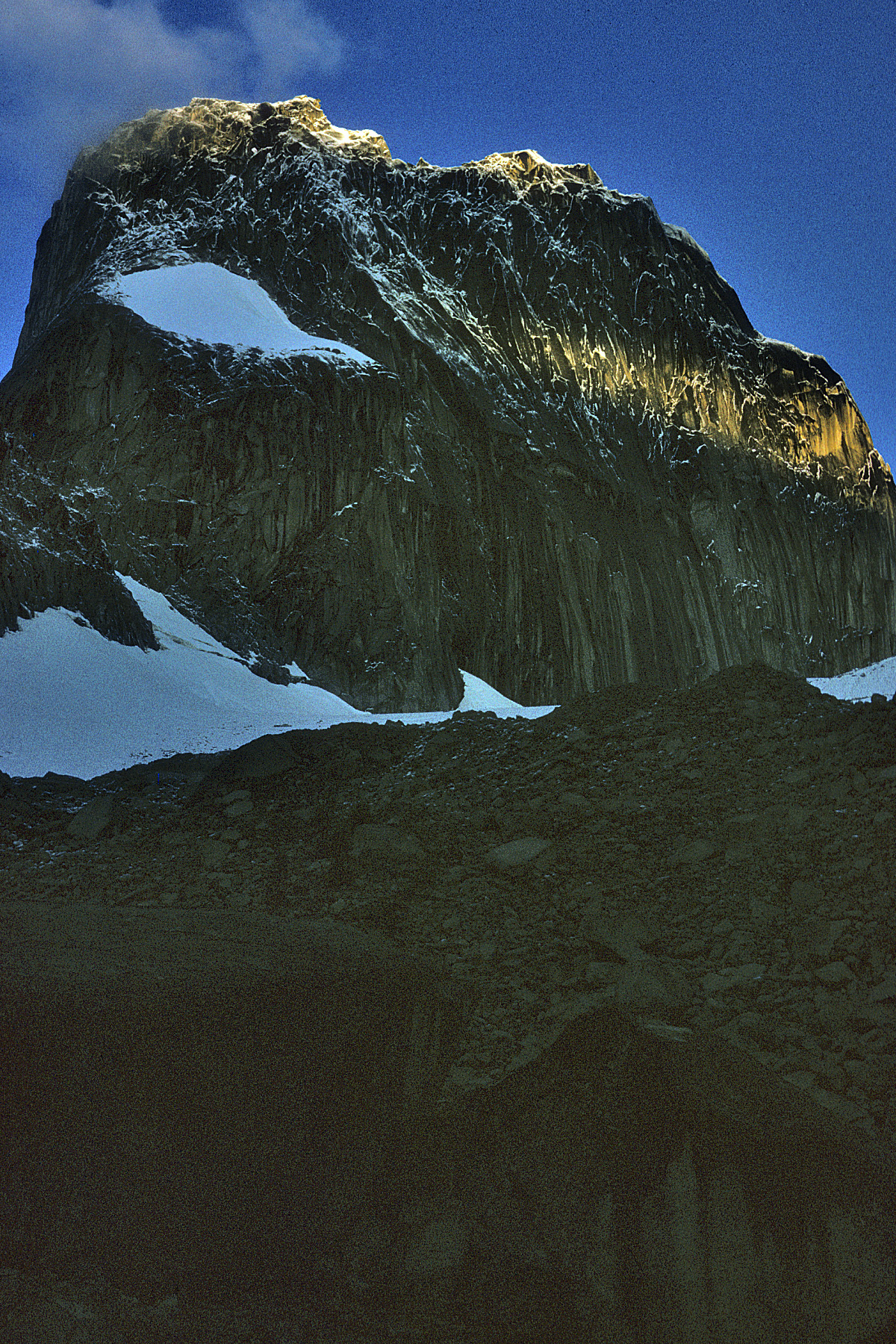
Snowpatch Spire